# Proces s Marií Antoinettou

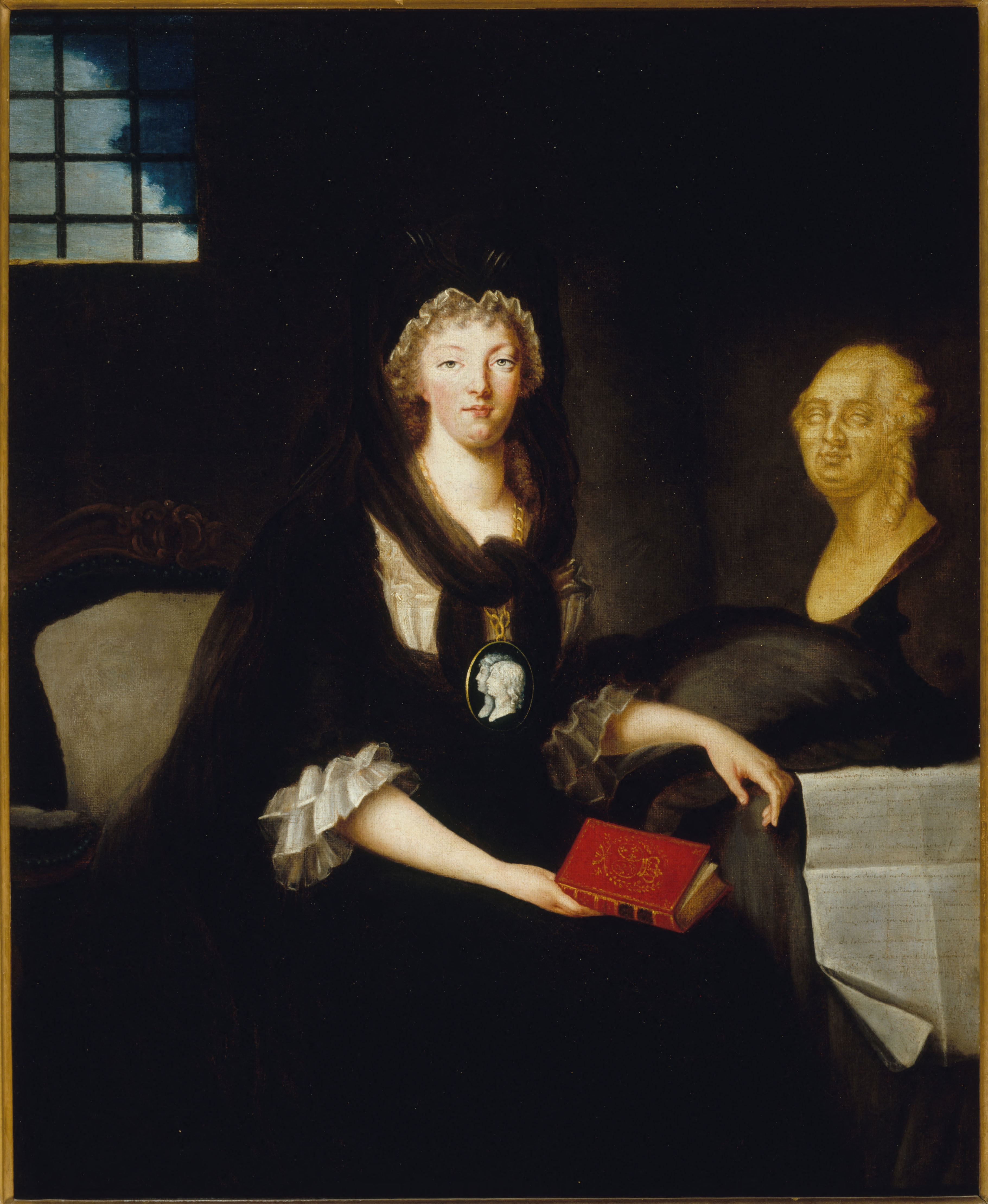
Alexander Kucharsky: Marie Antoinetta v Conciergerie (Musée Carnavalet)

Proces s Marií Antoinettou bylo soudní řízení revolučního tribunálu od 15. do 16. října 1793, při kterém byla francouzská královna shledána vinnou ze zločinu velezrady a spiknutí proti státu. Po dvoudenním procesu byl vynesen trest smrti, který byl vykonán téhož dne.

## Okolnosti
Dne 10. srpna 1792 zaútočili republikáni na Tuilerijský palác, kde byl internován Ludvík XVI. se svou rodinou. Na mimořádném zasedání Národního shromáždění bylo rozhodnuto o umístění královské rodiny do kláštera feuillantů a 13. srpna byla převezena do pařížského Templu. Dne 20. září 1792 poprvé zasedalo nově zvolené shromáždění pod názvem Národní konvent, který odhlasoval zrušení monarchie a o dva dny později vyhlásil První francouzskou republiku. V prosinci 1792 Národní konvent odsoudil Ludvíka XVI. k trestu smrti. Poprava byla vykonána 21. ledna 1793 na Place de la Révolution.
Již od královy popravy požadovala levice v Konventu též smrt pro královnu. Dne 3. října 1793 Jacques Nicolas Billaud-Varenne požádal poslance Konventu, aby postavili Marii Antoinettu před revoluční tribunál. Dne 5. října 1793 Konvent odhlasoval dekret nařizující, že revoluční tribunál bude bezodkladně a bez přerušení soudit vdovu Kapetovou.
Protože písemné důkazy k obžalobě neexistovaly, bylo nutno stavět na výpovědích svědků. Dne 6. října byla sestavena komise, kterou tvořili pařížský starosta Jean-Nicolas Pache, prokurátor Komuny Pierre-Gaspard Chaumette, dva členové generální rady a jeden policejní úředník. Komise se odebrala do Templu, aby vyslechla Ludvíka XVII. kvůli obvinění incestu s matkou. Další den komise vyslechla jeho sestru Marii Terezii a jeho tetu Alžbětu Filipínu, které zpochybnily tvrzení dítěte.
Dne 12. října 1793 byla sama Marie Antoinetta předvolána k neveřejnému výslechu před revoluční tribunál do Conciergerie. Předsedou tribunálu byl Martial Joseph Armand Herman, Robespierrův chráněnec, a přítomen byl i veřejný žalobce Antoine Quentin Fouquier-Tinville. Marii Antoinettě bylo kladeno za vinu několik bodů, které byly později rozvinuty během procesu: vztah královny s Rakouskem, přehnané výdaje při rozmařilém životě, negativní vliv na Ludvíka XVI., ale také její role v několika sporných epizodách Velké francouzské revoluce: banket 1. října 1789, útěk do Varennes a masakr v Tuileriích (10. srpna 1792).
Po výslechu se jí předseda zeptal, zdali požaduje obhájce. Protože Marie Antoinetta odpověděla, že žádného nezná, tribunál jí přiděl dva obhájce ex offo – Clauda Françoise Chauveau-Lagarda a Guillauma Alexandra Tronssona.
Oba obhájci byli přiděleni Marii Antoinettě 13. října, ale proces má být zahájen již druhý den ráno v osm hodin. Claude François Chauveau-Lagarde požádal o třídenní lhůtu, což Národní konvent zamítl, aniž by se žádostí zabýval.

## Proces
Dne 15. října 1793 v osm hodin ráno se v soudní budově shromáždil velký dav lidí, kteří chtěli vidět Marii Antoinettu před revolučním tribunálem. Ta byla uvedena k židli umístěné viditelně na malém stupni. Naproti seděl Armand Herman obklopený svými asistenty (Étienne Foucault, Joseph Donzé de Verteuil a Marie Joseph Emmanuel Lanne). Po straně seděl žalobce Fouquier-Tinville a dvanáct porotců.
Úředník Fabricius přečetl osm stran obžaloby. Poté začal výslech svědků. Během čtyř setkání za dva dny bylo předvoláno 40 osob, ale nikdo z nich nepřinesl rozhodující svědectví.
V časných ranních hodinách 16. října žalobce Fouquier-Tinville zahájil svou řeč, ve které napadl argumenty obhajoby. Obhájce Claude François Chauveau-Lagarde mluvil dvě hodiny o údajném spiknutí s cizí mocností a Tronsson vyvrátil obvinění ohledně vnitřního nepřítele. Žalobce Fouquier-Tinville ukončil proslovy obhájců a soud nechal královnu odejít. Prezident poté přednesl řeč, která je druhou obžalobou, takže rozhodnutí poroty bylo formální. Její členové odpověděli „ano“ na všechny čtyři otázky, týkající se královniny viny z napomáhání nepříteli a účasti na spiknutí proti Republice. Fouquier-Tinville požadoval trest smrti. Předseda Herman se poté zeptal Marie Antoinetty, zda má nějaké připomínky k vedení žaloby státním zástupcem. Královna zavrtěla záporně hlavou. Herman se obrátil na obhájce. Chauveau-Lagarde mlčel a Tronson-Ducoudray dodal, že jeho služby k vdově Kapetové jsou skončeny.
Prezident oznámil, že Marie Antoinetta, řečená Habsbursko-Lotrinská, vdova po Ludvíku Kapetovi se odsuzuje k trestu smrti, který bude vykonán na Place de la Révolution a rozsudek bude vytištěn a oznámen v celé Republice.
Ve čtyři hodiny ráno 16. října opustila Marie Antoinetta sál revolučního tribunálu. Její poprava byla vykonána v poledne téhož dne.